# Vainglory
Vainglory è un videogioco online del genere MOBA sviluppato e pubblicato da Super Evil MegaCorp per iOS e Android.
Il gioco all'inizio è stato pubblicato solo per iOS il 16 novembre 2014, per poi essere distribuito in seguito anche su Android il 2 luglio 2015.
Il gioco è stato presentato durante il Keynote dell'iPhone 6 dimostrando le potenzialità del nuovo software grafico Metal della Apple.

## Modalità di gioco

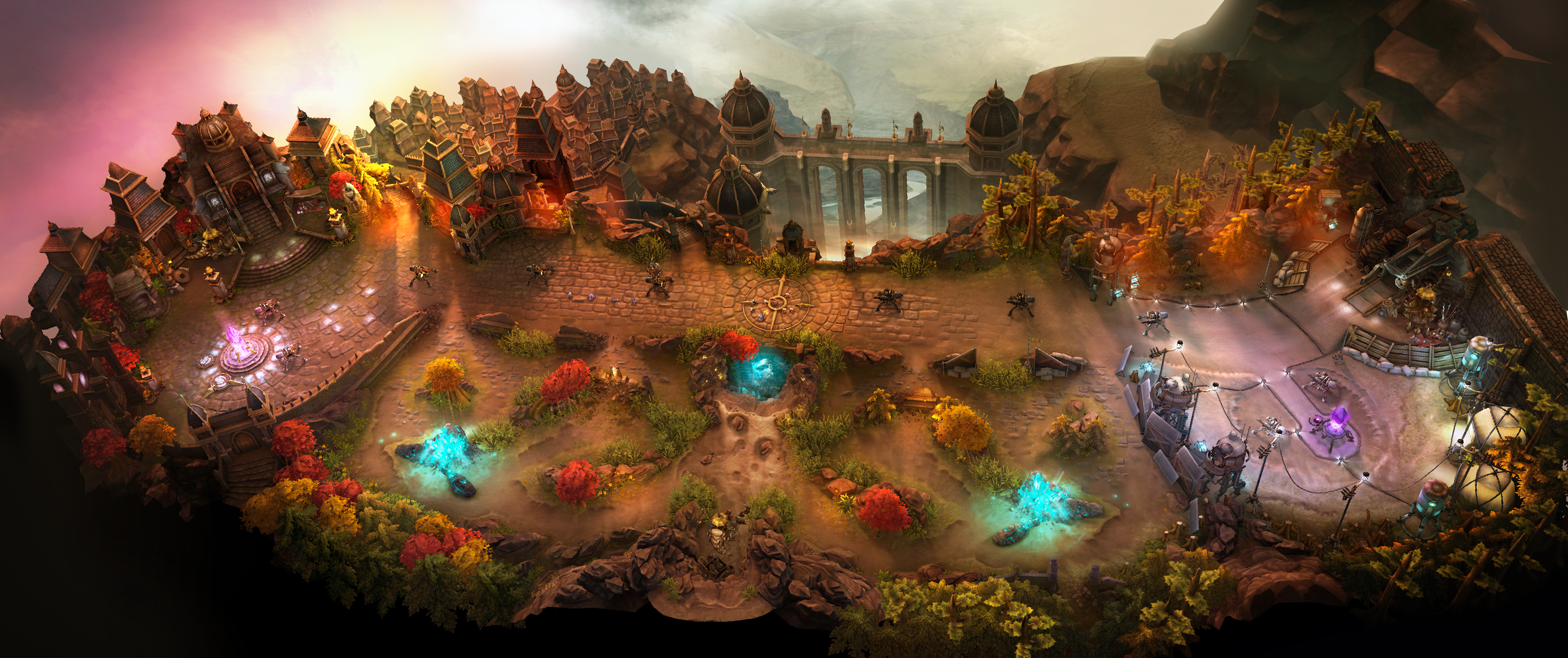
Mappa di Vainglory 3v3. All'estremo destro e sinistro sono posizionate le basi dei due team, in basso la giungla, in alto la corsia.

Vainglory è un MOBA progettato per smartphone e tablet, simile alla versione PC dei famosi MOBA League of Legends e Dota 2. Il gameplay del gioco è quello standard del genere MOBA: i giocatori sono divisi in 2 team composti da 3 o da 5 eroi a seconda della modalità di gioco scelta. Vediamo da vicino le modalità:

### Modalità 3v3
Ogni team, composto da 3 eroi, inizia ai lati opposti della mappa, vicino a quello che è chiamato Vain. Una partita è vinta quando il Vain degli avversari è distrutto o quando il team avversario decide di arrendersi. Per distruggere il Vain ogni team deve farsi strada distruggendo una serie di torri, le quali sono posizionate lungo la corsia. Anche in Vainglory esistono dei punti di controllo: le miniere, la miniera d'oro e il Kraken; le miniere potenziano i minion in corsia, la miniera d'oro conferisce una quantità d'oro e il kraken diventa un alleato per distrugge le torri.

### Modalità 5v5
Ogni team sarà composto da 5 eroi, il Vain in questa modalità, oltre alle torrette, sarà protetto da 3 Arsenali, le quali all'avvicinamento del team avversario inizieranno a sparare Missili Halcyon e Cascata separante, stordendo e rallentando il nemico. In questa modalità oltre ai punti di controllo per aumentare l'oro e il cristallo, ci saranno dei Guardiani delle Sfere, i quali daranno forza ed energia per un breve periodo, il Kraken è sostituito da due draghi nascosti nella selva, Blackclaw e Ghostwing preziosi animali della Regina della Tempesta, i quali inizieranno a combattere una volta liberati dal centro dell'"Altura del Sovrano" distruggendo le torri e gli arsenali nemici.
Alla fine di ogni match vengono assegnati dei punti esperienza, per aumentare il livello del giocatore, e dei punti chiamati Gloria, necessari per l'acquisto di nuovi campioni o Glory Box per "tessere" una skin. I campioni e le skin possono essere sbloccati anche grazie agli ICE, acquistabili nel negozio tramite il pagamento con soldi reali.

### Eroi
Si può scegliere tra 51 eroi (Giugno 2019). Ogni eroe ha delle proprie statistiche e abilità, che permettono di suddividerli in cinque classi:
Assassini
Eroi che infliggono rapidamente una grossa quantità di danni per poi allontanarsi dal nemico, sfruttando la velocità o l'invisibilità. Tipicamente combattono nella Selva. Sono molto volubili e facili da uccidere.
Cecchini
Eroi che infliggono rapidamente e ripetutamente piccole quantità di danni. La salute dei cecchini è poca e per sopravvivere si devono affidare alla velocità, al posizionamento o alla protezione degli altri eroi. Tipicamente combattono nel Passaggio.
Guerrieri
Eroi che combattono in prima linea. Infliggono danni costanti e sostenuti, inoltre hanno una salute elevata che permette loro di subire numerosi danni nemici. I guerrieri si trovano solitamente nella Selva.
Maghi
Eroi che infliggono danni su ampie zone della mappa, a scapito di tutti i nemici che si trovano nell'area. I maghi si concentrano sull'uso delle loro abilità. Generalmente hanno una salute bassa e tendono a combattere a distanza.
Protettori
Eroi dall'elevata salute, ma in grado di infliggere poco danno. Si trovano in prima linea e affiancano gli altri eroi fornendo loro protezione.
Nel gioco ogni giocatore può scegliere uno dei sopracitati eroi utilizzandolo in uno dei seguenti ruoli:
- Carry (corsia): il ruolo principale del carry è quello di uccidere i minion in corsia per ottenere oro ed esperienza (farmare).

- Jungler (giungla): il jungler è colui che cattura i punti di controllo, gestisce la giungla e uccide il carry nemico.

- Captain/Support (capitano o supporto): il capitano è colui che aiuta il jungler nel farming in giungla e a catturare i punti di controllo. Inoltre supporta il carry.

## Sviluppo del gioco

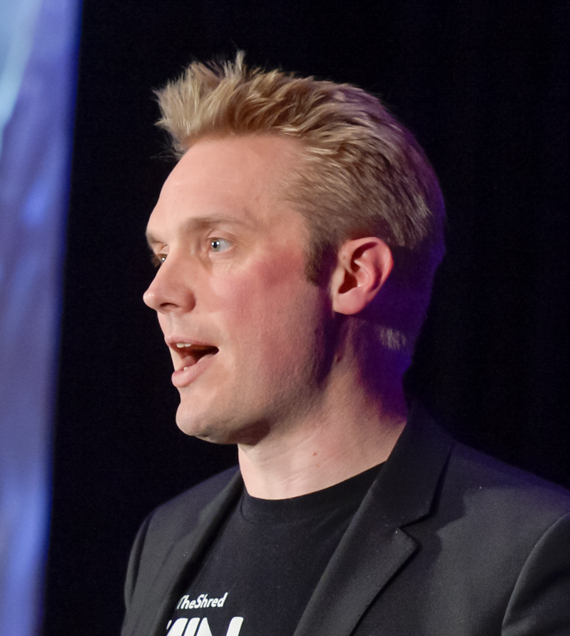
Kristian Segerstrale presenta Vainglory al Game Developers Conference 2016

Super Evil Megacorp è stata fondata il 12 febbraio 2012 a San Matteo, California. Lo scopo degli sviluppatori era quello di creare un MOBA perfetto per il touch e quindi per i dispositivi mobile. Il gioco fece la sua prima apparizione durante il Keynote di Apple, per mostrare le potenzialità del nuovo software grafico Metal di Apple.
Kristian Segerstrale, fondatore di Playfish, partecipò a questo progetto e divenne direttore operativo dell'azienda. Segerstrale aveva grandi aspettative per Vainglory, infatti voleva che il gioco portasse più popolarità al genere MOBA. L'amministratore delegato Bo Daly, disse che giocare a un MOBA su un tablet era molto più coinvolgente, mentre l'esperienza di un MOBA su PC è di solito solitaria.
Dopo il primo anno di lancio del gioco, l'azienda ha iniziato a creare eventi eSports. Il gioco era disponibile inizialmente solo per iOS, poi il 5 marzo 2015 fu annunciata anche una versione Android.

## eSports

### Vainglory World Invitational
| Team Vincitore              | Punteggio        | Team Sconfitto   |
| Quarti di Finale            | Quarti di Finale | Quarti di Finale |
| --------------------------- | ---------------- | ---------------- |
| Invincible Armada           | 2-0              | UNKNOWN          |
| GankStars Sirius            | 2-0              | Infamous         |
| Hunters                     | 2-1              | Tiger-Phobia     |
| Divine Brothers             | 2-0              | Team Fusion      |
| Semifinale                  |                  |                  |
| Invincible Armada           | 2-0              | GankStars Sirius |
| Divine Brothers             | 2-1              | Hunters          |
| Finale                      |                  |                  |
| Invincible Armada           | 2-0              | Divine Brothers  |
| Campioni: Invincible Armada |                  |                  |

### Vainglory International Premier League

#### Vainglory International Premier League/Season 1
| Team Vincitore                  | Punteggio  | Team Sconfitto        |
| Semifinale                      | Semifinale | Semifinale            |
| ------------------------------- | ---------- | --------------------- |
| Hunters                         | 2-0        | Invincible Armada     |
| GankStars Sirius                | 2-0        | promise Quickly quell |
| Finale                          |            |                       |
| GankStars Sirius                | 2-0        | Hunters               |
| Campioni: GankStars Sirius      |            |                       |
| 3º posto                        |            |                       |
| promise Quickly quell           | 2-0        | Invincible Armada     |
| 3º Posto: promise Quickly quell |            |                       |

#### Vainglory International Premier League/Season 2
| Team Vincitore             | Punteggio  | Team Sconfitto    |
| Semifinale                 | Semifinale | Semifinale        |
| -------------------------- | ---------- | ----------------- |
| Invincible Armada          | 2-1        | WEV               |
| Ardent Alliance            | 2-0        | GankStars Sirius  |
| Finale                     |            |                   |
| Ardent Alliance            | 2-1        | Invincible Armada |
| Campioni: Ardent Alliance  |            |                   |
| 3º posto                   |            |                   |
| GankStars Sirius           | 2-0        | WEV               |
| 3º Posto: GankStars Sirius |            |                   |

#### Vainglory International Premier League/Season 3
| Team Vincitore              | Punteggio  | Team Sconfitto   |
| Semifinale                  | Semifinale | Semifinale       |
| --------------------------- | ---------- | ---------------- |
| Hack                        | 2-0        | GankStars Sirius |
| Invincible Armada           | 2-0        | Team Good Luck   |
| Finale                      |            |                  |
| Invincible Armada           | 2-0        | Hack             |
| Campioni: Invincible Armada |            |                  |
| 3º posto                    |            |                  |
| GankStars Sirius            | 2-0        | Team Good Luck   |
| 3º Posto: GankStars Sirius  |            |                  |

### Samsung Galaxy Invitational
| Team Vincitore              | Punteggio  | Team Sconfitto |
| Semifinale                  | Semifinale | Semifinale     |
| --------------------------- | ---------- | -------------- |
| Invincible Armada           | 2-0        | G2 Esports     |
| Team SoloMid                | 2-0        | Hunters        |
| Finale                      |            |                |
| Invincible Armada           | 2-0        | Team SoloMid   |
| Campioni: Invincible Armada |            |                |
| 3º posto                    |            |                |
| Hunters                     | 2-0        | G2 Esports     |
| 3º Posto: Hunters           |            |                |

### Battle of Dragon and Tiger/2016 Season
| Team Vincitore     | Punteggio  | Team Sconfitto    |
| Semifinale         | Semifinale | Semifinale        |
| ------------------ | ---------- | ----------------- |
| ViVianne           | 2-0        | ILLMATIC          |
| Team For Army      | 2-1        | All Clear Enemies |
| Finale             |            |                   |
| ViVianne           | 2-1        | Team For Army     |
| Campioni: ViVianne |            |                   |

### VainGlory Live Championships

#### Summer 2016
| Team Vincitore         | Punteggio | Team Sconfitto   |
| Giorno 1               | Giorno 1  | Giorno 1         |
| ---------------------- | --------- | ---------------- |
| Team SoloMid           | 2-0       | Ardent Aurora    |
| Cloud9                 | 2-0       | Phoenix Reborn   |
| Phoenix Reign          | 2-0       | Nemesis Titan    |
| Hammers Velocity       | 2-0       | Hammers Kinetic  |
| Giorno 2               |           |                  |
| Team Solomid           | 2-0       | Cloud9           |
| Hammers Velocity       | 2-1       | Phoenix Reign    |
| Phoenix Reign          | 2-1       | Phoenix Reborn   |
| Cloud 9                | 2-1       | Hammers Kinetic  |
| Giorno 3               |           |                  |
| Team Solomid           | 2-0       | Cloud9           |
| Hammers Velocity       | 2-1       | Phoenix Reign    |
| Giorno 3 Finali        |           |                  |
| Team Solomid           | 3-0       | Hammers Velocity |
| Campioni: Team Solomid |           |                  |

## Accoglienza
Vainglory ha ricevuto recensioni generalmente favorevoli. I critici hanno elogiato il gioco per la grafica, i personaggi e il design, ma hanno criticato la mancanza di capacità di comunicazione del team. The Guardian ha nominato Vainglory il miglior gioco iOS del 2014.